# Metopina obsoleta
Metopina obsoleta är en tvåvingeart som beskrevs av Rudolf Beyer 1960. Metopina obsoleta ingår i släktet Metopina och familjen puckelflugor. Inga underarter finns listade i Catalogue of Life.